# Zbrodnia w Baligrodzie
Zbrodnia w Baligrodzie – zbrodnia dokonana w niedzielę, 6 sierpnia 1944 na polskich mieszkańcach Baligrodu, w powiecie leskim, przez sotnię Ukraińskiej Powstańczej Armii „Burłaki” dowodzoną przez Wołodymyra Szczygielskiego ps. „Burłaka”. Mord dokonany był w ramach planowej eksterminacji polskiej ludności w Małopolsce Wschodniej.

## Przebieg wydarzeń

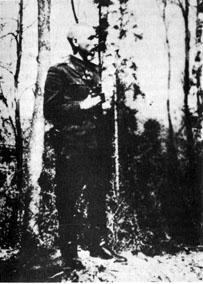
Wołodymyr Szczygielski „Burłaka”

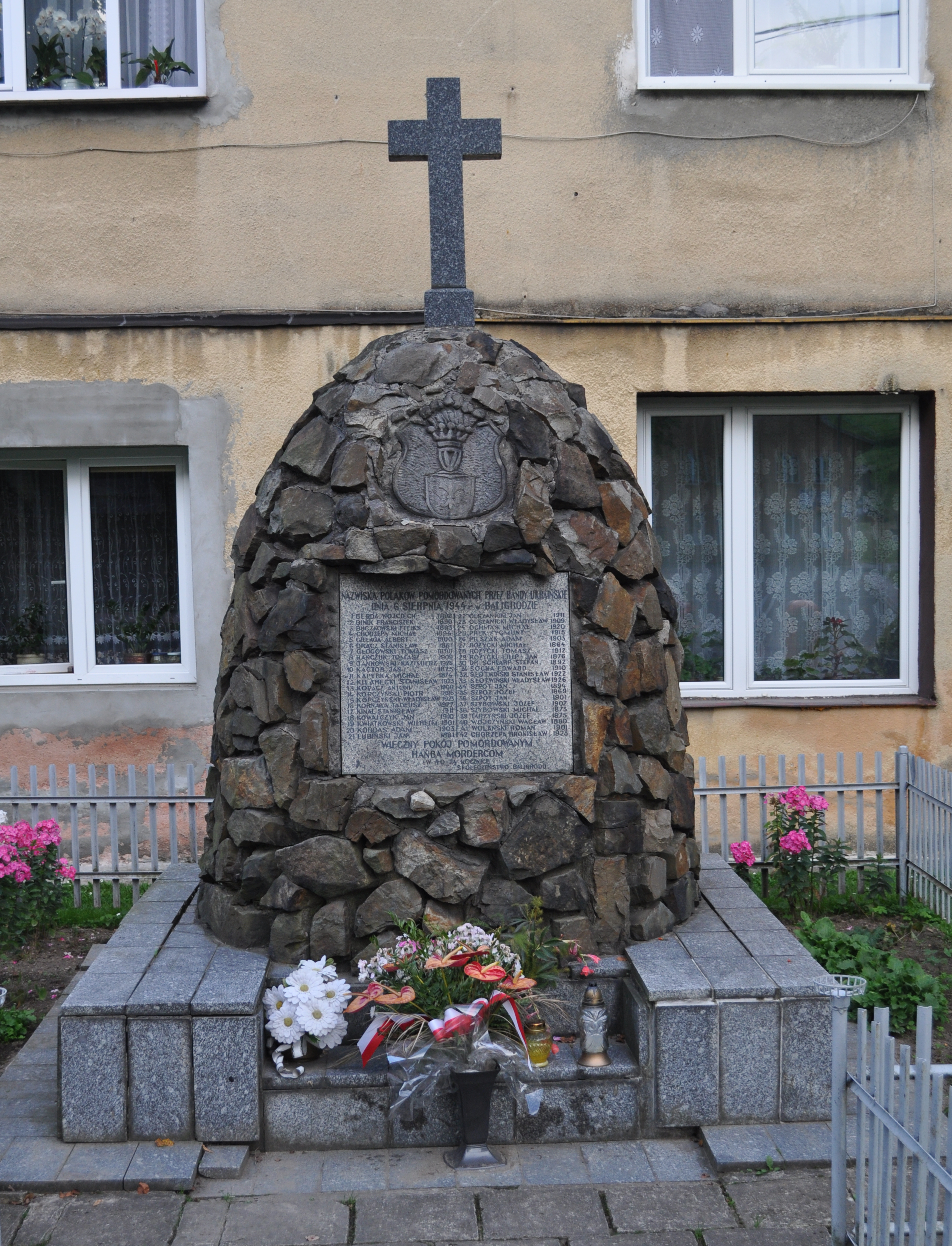
Pomnik upamiętniający w Baligrodzie

30 lipca 1944 banderowcy uprowadzili 11 Polaków, mieszkańców Średniej Wsi, których następnie powieszono koło Baligrodu. Pod wpływem wiadomości o tej zbrodni część Polaków uciekła z Baligrodu do Leska, zaś pozostali szukali porozumienia ze społecznością ukraińską. 3 sierpnia delegacja polskich mieszkańców została zapewniona przez jednego z lokalnych dowódców UPA, sotennego Wasyla Szyszkanyncia „Bira”, że nic im nie grozi. 3 lub 4 sierpnia został uprowadzony i zamordowany przez UPA mieszkaniec Baligrodu – Jan Szpot. 4 sierpnia sowieccy partyzanci zabili kilku Ukraińców w pobliskiej Stężnicy. Doszło do potyczki z upowcami, którzy ostrzelali Sowietów, zginęło kilku upowców. 5 sierpnia zdaniem historyka IPN Artura Brożyniaka, referent wojskowy OUN-B Wasyl Cebeniak „Bohdan” wyznaczył „Burłace” zadanie rozstrzelania w Baligrodzie około 40 osób, których nazwiska znajdowały się na liście proskrypcyjnej sporządzonej przez prowidnyka rejonowego OUN, Włodzimierza Kita „Prostiła” („Ihor”).
Sotnia UPA przybyła od strony Stężnicy i Huczwic, otaczając ludność polską zgromadzoną w kościele. Gdy część osób wyszła ze świątyni, upowcy wyselekcjonowali część mężczyzn, odprowadzili ich na miejsce egzekucji (zbiegły 2 osoby), a następnie rozstrzelali. Część mężczyzn, którzy zostali w kościele, uratowała interwencja księdza greckokatolickiego Olenki. W tym samym czasie podzieleni na małe grupy napastnicy, posługując się listą zabrali z domów wybranych mężczyzn na rozstrzelanie, kilku zabito w domach. Zabrano również pod nadzorem Burłaki lekarstwa z apteki. Po otrzymaniu informacji o pojawieniu się okolicy partyzantów sowieckich, upowcy wycofali się ze wsi.
Wśród zamordowanych był sędzia, kapitan rezerwy artylerii Wojska Polskiego, dr Stefan Schlarp.
Po masakrze pozostali Polacy schronili się w lesie, część Ukraińców również obawiając się polskiego odwetu.

## Wydarzenia po zbrodni
Kolejnej napaści na Baligród UPA dokonała równo rok później – 1 sierpnia 1945, około godziny 22:00 jedna z ukraińskich sotni napadła na posterunek milicji. Polscy milicjanci bronili się jednak do godziny 5:00 nad ranem, w wyniku czego Ukraińcy wycofali się, ale w odwecie spalili 7 domów.

## Śledztwo
Z ustaleń przeprowadzonych przez IPN w Rzeszowie wynika, że za zbrodnią stali również miejscowi księża greckokatoliccy, którzy podjudzali i nawoływali do zabijania Polaków, Żydów i bolszewików. Wśród upowców rozpoznano byłych członków policji ukraińskiej z Baligrodu oraz Ukraińców mieszkających w sąsiednich wioskach.

## Upamiętnienie
Na cmentarzu w Baligrodzie został ustanowiony symboliczny grób ofiar zbrodni. W 1984 r. został ustanowiony w Baligrodzie pomnik poświęcony ofiarom zbrodni; stanowi go monument z krzyżem wraz z tablicą pamiątkową zawierającą 42 nazwiska zamordowanych.
Ofiary zbrodni w Baligrodzie został upamiętnione tabliczką na Pomniku Synom Ziemi Sanockiej Poległym i Pomordowanym za Polskę w Sanoku, ustanowionym w 2005 r.